# Rustov
Rustov è un comune dell'Azerbaigian situato nel distretto di Quba. Conta una popolazione di 3 956 abitanti.